# Nicholas Asbury
Nicholas „Nick“ Asbury (* 1972) ist ein britischer Theater- und Filmschauspieler sowie Autor.

## Leben
Asbury besuchte von 1982 bis 1989 die Hereford Cathedral School, von 1990 bis 1994 besuchte er das Dartington College of Arts. 1998 spielte er am The Watermill Theatre, von 1999 bis 2008 war er Teil des Ensembles der Royal Shakespeare Company, die letzten zwei Jahre in höherer Funktion. Es folgten die Stationen Birmingham Repertory Theatre, Shared Experience/West Yorkshire Playhouse, The Orange Tree Theatre, English Touring Theatre, Grosvenor Park Open Air Theatre und Disney Theatrical Group. Dort wirkte er einige Monate mit. Asbury ist außerdem Autor von zwei Büchern.
1998 wirkte erstmals in einer Fernsehproduktion mit. Es folgten Besetzungen in einzelnen Episoden bekannter britischer Fernsehserien, aber auch Rollen in Spielfilmen. 2009 war er in My Last Five Girlfriends als Shakespeare zu sehen.

## Filmografie
- 1998: Hetty Wainthropp Investigates (Fernsehserie, Episode 4x05)
- 2002: Silent Witness (Fernsehserie, Episode 6x05)
- 2004: Dunkirk
- 2004: He Knew He Was Right (Mini-Fernsehserie, Episode 1x03)
- 2004: Die Basil Brush Show (The Basil Brush Show) (Fernsehserie, Episode 3x08)
- 2006: The Bill (Fernsehserie, Episode 22x24)
- 2004–2019: Doctors (Fernsehserie, 7 Episoden, verschiedene Rollen)
- 2006: Desperate Crossing: The True Story of the Mayflower
- 2007: English Language (with English Subtitles) (Kurzfilm)
- 2009: Die Legende von Dick und Dom (The Legend of Dick and Dom) (Fernsehserie, Episode 1x07)
- 2009: Heartbeat (Fernsehserie, Episode 18x07)
- 2009: My Last Five Girlfriends
- 2010: The Inbetweeners (Fernsehserie, Episode 3x03)
- 2011: Hustle – Unehrlich währt am längsten (Hustle) (Fernsehserie, Episode 7x02)
- 2011: Inspector Barnaby (Midsomer Murders) (Fernsehserie, Episode 14x01)
- 2011: The Jury (Fernsehserie, Episode 2x03)
- 2011–2016: Coronation Street (Fernsehserie, 7 Episoden, verschiedene Rollen)
- 2012: Shadow Dancer
- 2013: Love & Marriage (Fernsehserie, Episode 1x03)
- 2013–2014: Da Vinci’s Demons (Fernsehserie, 2 Episoden)
- 2014: Sherlock (Fernsehserie, Episode 3x02)
- 2014: The Bletchley Circle (Fernsehserie, Episode 2x03)
- 2014: 37 Days (Mini-Fernsehserie, 3 Episoden)
- 2014: EastEnders (Fernsehserie, 3 Episoden)
- 2014: The Crimson Field (Fernsehserie, Episode 1x03)
- 2014: Drifters (Fernsehserie, Episode 2x05)
- 2014: Borgia (Fernsehserie, Episode 3x04)
- 2014–2018: Emmerdale (Fernsehserie, 14 Episoden, verschiedene Rollen)
- 2015: Arthur und Merlin
- 2015: A Song for Jenny (Fernsehfilm)
- 2015: Jacked (Kurzfilm)
- 2015: Doctor Who (Fernsehserie, Episode 9x08)
- 2015–2017: Chewing Gum (Fernsehserie, 5 Episoden)
- 2016: The Five (Mini-Fernsehserie, Episode 1x08)
- 2016: Casualty (Fernsehserie, Episode 30x40)
- 2016: Agatha Raisin (Fernsehserie, Episode 1x05)
- 2017: Call the Midwife – Ruf des Lebens (Call the Midwife) (Fernsehserie, Episode 6x01)
- 2017: Babs (Fernsehfilm)
- 2017: Papillon
- 2017: Russia 1917: Countdown to Revolution
- 2017: Borderline (Fernsehserie, Episode 2x02)
- 2018: Innocent (Mini-Fernsehserie, 3 Episoden)
- 2018: The Alienist – Die Einkreisung (The Alienist) (Fernsehserie, 2 Episoden)
- 2018: Shakespeare & Hathaway – Private Investigators (Shakespeare & Hathaway) (Fernsehserie, Episode 1x09)
- 2018: Dark Heart (Fernsehserie, Episode 1x01)
- 2018: Wolfsnächte (Hold the Dark)
- 2019: Luther (Fernsehserie, Episode 5x04)

## Werke
- Exit Pursued by a Badger: An Actor's Journey Through History with Shakespeare. Oberon Books, London, 2010, ISBN 978-1-84002-892-8
- White Hart, Red Lion: The England of Shakespeare's Histories. Oberon Books, London, 2013, ISBN 978-1-84943-241-2